# Curtara torquara
Curtara torquara är en insektsart som beskrevs av Delong 1980. Curtara torquara ingår i släktet Curtara och familjen dvärgstritar. Inga underarter finns listade i Catalogue of Life.